# Ortygospiza gabonensis
Ortygospiza gabonensis ("svarthakad vaktelastrild") är en fågel i familjen vävare inom ordningen tättingar. Den betraktas oftast som underart till vaktelastrild (Ortygospiza atricollis), men urskiljs som egen art av Howard & Moore.
Fågeln omfattar tre underarter:
- Ortygospiza gabonensis gabonensis – förekommer från Ekvatorialguinea till Gabon och centrala Demokratiska republiken Kongo (längs Kongofloden)
- Ortygospiza gabonensis fuscata – förekommer från Angola till södra  Demokratiska republiken Kongo och Zambia
- Ortygospiza gabonensis dorsostriata – förekommer från östra Demokratiska republiken Kongo till Uganda, Rwanda och nordvästra Tanzania

IUCN erkänner den inte som art, varför den inte placeras i någon hotkategori. 